# Sphaerophysa (plante)
Genre
Sphaerophysa est un genre de plantes à fleurs dicotylédones de la famille des Fabaceae, sous-famille des Faboideae, originaire d'Asie, qui comprend quatre espèces acceptées.

## Liste d'espèces
Selon The Plant List (28 novembre 2018) :
- Sphaerophysa caspica (M. Bieb.) DC.
- Sphaerophysa kotschyana Boiss.
- Sphaerophysa pycnorrhiza (Wall. ex Benth.) Benth.
- Sphaerophysa salsula (en) (Pall.) DC.